# Elmer Rice
Elmer Rice, pseudonimo di Elmer Leopold Reizenstein (New York, 28 settembre 1892 – Southampton, 8 maggio 1967), è stato un regista, scrittore e drammaturgo statunitense.

## Biografia
Abbandonata nel 1914 la professione di avvocato, si dedicò esclusivamente al teatro. Fu uno dei più noti esponenti del teatro espressionista americano, affrontò nelle sue opere i problemi più scottanti della sua epoca, come la preponderante meccanicità della vita moderna, il contrasto fra l'ideologia socialista e l'American Way of Life, ecc., temi che si proponevano di far pensare e di provocare la discussione.
Diresse inoltre numerose organizzazioni ed iniziative tendenti a promuovere concezioni di avanguardia nel campo del teatro. Di suoi lavori più importanti fu anche regista.

## Opere
- The Adding Machine - La macchina calcolatrice, del 1923.
- Street Scene - Scena di strada, del 1929. Ebbe il Premio Pulitzer e una versione musicale del 1947 venne musicata da Kurt Weill.
- See Naples and Die - Vedi Napoli e poi muori (1930) (anche regista)
- Counsellor-at-law - L'avvocato, del 1931.
- Judgment Day - Il giorno del giudizio, del 1934.
- Between Two Worlds - Tra due mondi, del 1934.
- Flight to the West - Volo a Occidente, del 1940.
- Dream Girl - La sognatrice o Sogno ad occhi aperti. Commedia brillante che si distacca dai temi normalmente trattati dall'autore.
- Minority Report - Rapporto sulle minoranze, del 1963, volume autobiografico.

## Filmografia
- Sotto processo (On Trial), regia di James Young - lavoro teatrale (1917)
- Doubling for Romeo, regia di Clarence G. Badger  (1921)
- Rent Free, regia di Howard Higgin (1922)
- For the Defense, regia di Paul Powell - lavoro teatrale (1922)
- It Is the Law, regia di J. Gordon Edwards - lavoro teatrale (1924)
- Sotto processo (On Trial), regia di Archie Mayo - lavoro teatrale (1928)
- Oh, Sailor Behave, regia di Archie Mayo - soggetto (1930)
- Street Scene, regia di King Vidor
- Ritorno alla vita (Counsellor-at-Law), regia di William Wyler - lavoro teatrale (1933)